# Beat Music (album)
Beat Music er navnet på det første studiealbum med det danske band Nice Little Penguins. Det udkom i 1993 på pladeselskabet Replay Records og blevet produceret af guitarist Michael Bruun, der selv spillede med på flere numre. 
Flere kendte musikere optrådte på albummet – deriblandt: Poul Halberg, Jacob Andersen, Michael Lund, Henrik Nilsson, Øyvind Ougaard, Thando Alliy og Nini Alliy.

## Spor
1. "Rain Keeps On Falling"
2. "Adam Had'em"
3. "Long Time No See"
4. "I Don't Want It"
5. "Where Will I Be Tomorrow?"
6. "Sandy"
7. "Walking With the Bass"
8. "Rise To My Feet"
9. "The Water Is Low"
10. "Sooner Or Later"